# Haus Schlesien

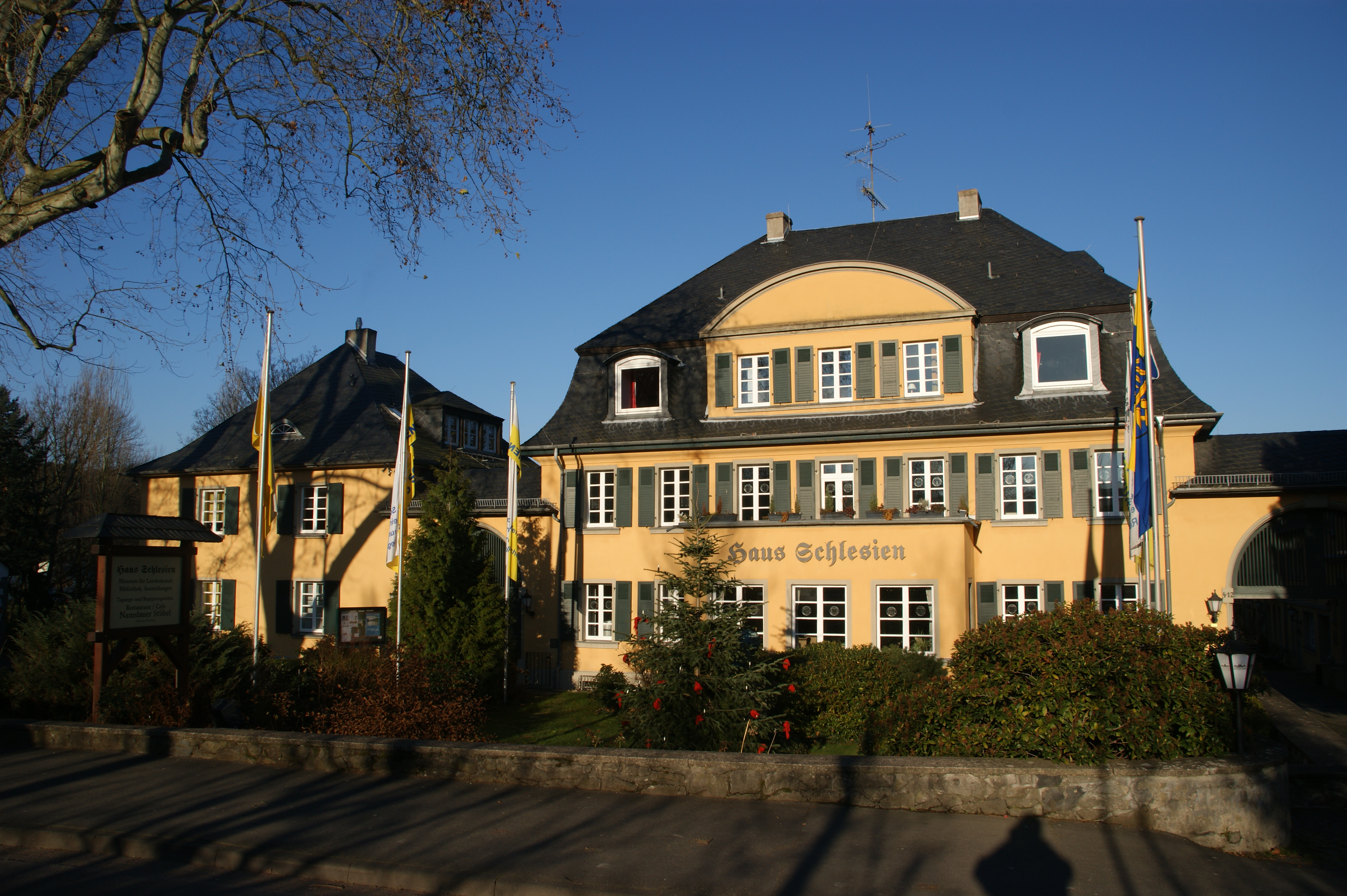
Haus Schlesien (2008)

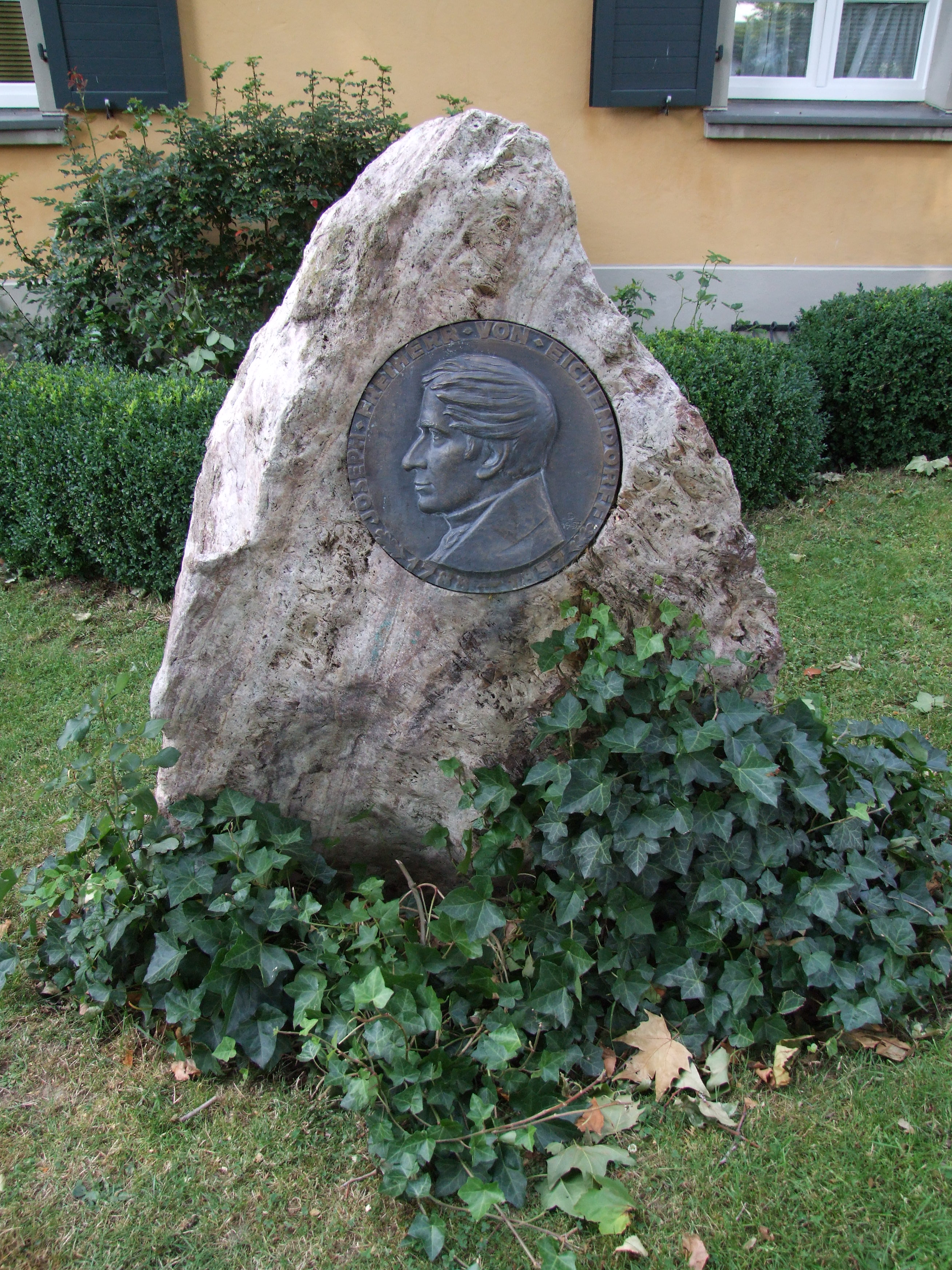
Gedenkstein für Joseph von Eichendorff vor Haus Schlesien

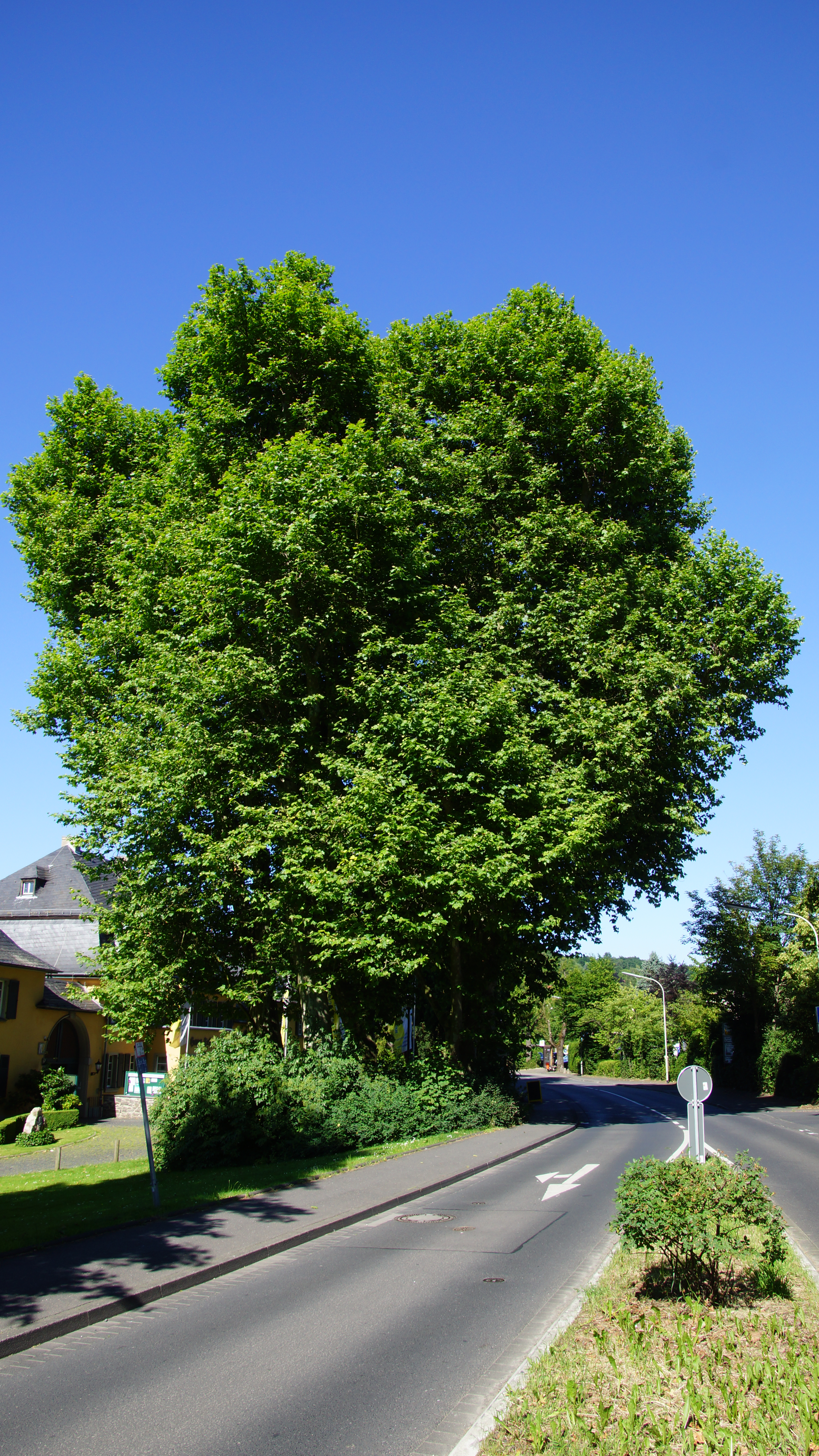
Naturdenkmal Platanengruppe vor Haus Schlesien

Das Haus Schlesien ist ein Zentrum für Kultur und Geschichte der nach dem Zweiten Weltkrieg aus ihrer Heimat vertriebenen Schlesier in Heisterbacherrott, einem Ortsteil der Stadt Königswinter im nordrhein-westfälischen Rhein-Sieg-Kreis. Es besteht aus einem Kultur- und Bildungszentrum mit einer Tagungs- und Begegnungsstätte, dem Dokumentations- und Informationszentrum für schlesische Landeskunde, einer Präsenzbibliothek mit rund 30.000 Bucheinheiten, Gastronomie und Gästezimmer.
Getragen wird die Einrichtung vom Verein Haus Schlesien Deutsches Kultur- und Bildungszentrum e. V., der sich die Bewahrung des nationalen Kulturguts zum Ziel gesetzt hat. Er wird von den drei Gremien Vorstand, Beirat und Mitgliederversammlung geleitet.

## Dokumentations- und Informationszentrum
Das „Haus Schlesien“ zeigt neben einer Dauerausstellung zur schlesischen Kunst, Kultur und Geschichte auch regelmäßig verschiedene Sonderausstellungen. Im kleinen Ausstellungsraum wird die Geschichte Schlesiens lebendig. Dazu werden Münzen, Medaillen, Karten und Gemälde mit regionalen Ansichten gezeigt, außerdem Trachten und Textilien, die in besonderer Weise für die schlesische Lebensweise stehen. Im großen Ausstellungsraum finden Kunstschätze aus fünf Jahrhunderten Platz, die die Fülle des schlesischen Kunsthandwerks repräsentieren. So wird schlesische Geschichte anhand von Silberschmiede- und Holzschnitzarbeiten, wertvollen Gläsern und Porzellanen sowie Bunzlauer Keramik deutlich. Im vorderen Bereich des großen Ausstellungsraums werden wechselnde Sonderausstellungen gezeigt. Herausragende Themen der letzten Jahre waren: Käthe-Kruse-Puppen, der Literat Joseph Freiherr von Eichendorff, der Baumeister Carl Gotthard Langhans, der Baumeister Ernst Friedrich Zwirner, Porzellane schlesischer Manufakturen sowie der Nobelpreisträger Gerhart Hauptmann. Zahlreiche dieser Ausstellungen sind in den letzten Jahren zudem in deutschen und polnischen Institutionen gezeigt worden. Bedeutsame Partner in Polen sind das Städtische Museum Breslau, Universitätsbibliothek und Staatsarchiv Breslau sowie Regionalmuseen in mehreren Städten. Ein weiterer wichtiger Kooperationspartner ist seit dem Jahr 2000 das an der Oder gelegene ehemalige Zisterzienserkloster Leubus. Hier hat Haus Schlesien mehrere Dauerausstellungen zu landeskundlichen Themen eingerichtet. Die Präsentationen über die Klostergeschichte, über die Bedeutung der Oder, über die Entwicklung des Tourismus, über die Rübenzuckerproduktion, deren Wiege in Schlesien stand, sowie über Grabdenkmäler und Epitaphien in niederschlesischen Kirchen zeugen von der engen Zusammenarbeit mit den polnischen Nachbarn.

### Förderung nach § 96 BVFG
Im Bericht der Bundesregierung aus dem Jahr 2021 zu Maßnahmen nach § 96 BVFG lautet es: „Das Dokumentations- und Informationszentrum (DIZ) von Haus Schlesien wird für seine Ausstellungs- und Vermittlungsarbeit durch den Bund gefördert. Die Projektförderung des Bundes betrug in den Jahren 2019 und 2020 jeweils 235.000 Euro. Im Jahr 2020 begann die auf zwei Jahre angelegte erforderliche Neukonzeption der Dauerausstellung. Die mit 1,821 Mio. Euro veranschlagte Modernisierungsmaßnahme wird überwiegend vom Bund finanziert. Weitere Förderer sind der gemeinnützige Trägerverein Haus Schlesien e. V., das Land Nordrhein-Westfalen und die Dr. Klaus-Ullmann-Stiftung.“

## Bibliothek und Archiv
Das Haus Schlesien verfügt über eine Präsenzbibliothek, die allen Nutzern offensteht. Das Sammelgebiet umfasst die historische Region Schlesien sowie die angrenzenden Gebiete. Schwerpunkte bilden Landes- und Ortskunde, Geschichte, Kunst und Kunsthandwerk, Volkskunde, Literatur und Biographien. Nachschlagewerke sowie Adressverzeichnisse ergänzen die Sammlung. Die Bestände der wissenschaftlichen Spezialbibliothek umfassen knapp 30.000 Bucheinheiten, ca. 500 verschiedene Zeitschriften und Periodika sowie über 2.000 Landkarten. Man findet historische Raritäten ebenso wie Standardwerke zur schlesischen Landeskunde und aktuelle Veröffentlichungen.
Die Bestände sind alle elektronisch erfasst und über den Verbundkatalog östliches Europa bzw. die Zeitschriftendatenbank online recherchierbar. Die Benutzung ist kostenfrei, ausgenommen sind Kopier- und Serviceleistungen. Das Archiv von „Haus Schlesien“ beherbergt neben schriftlichen Überlieferungen zu Geschichte, Kultur und Alltagsleben in Schlesien ein umfangreiches Bildarchiv, das Fotografien, Dias und Graphiken sowie ca. 25.000 Ansichtspostkarten beinhaltet. Hinzu kommen unterschiedliche audiovisuelle Medien.

## Baulichkeiten
Das Hauptgebäude des Zentrums Haus Schlesien trägt den Namen Haus Breslau nach der historischen Hauptstadt der Region Schlesien. Es beherbergt unter anderem die Rezeption, die Präsenzbibliothek, die Museumsleitung und mehrere Gästezimmer. An das Haus Breslau grenzt das Haus Riesengebirge, das mehreren Veranstaltungsräumen und weiteren Gästezimmern Platz bietet. Der Gesamtkomplex wird auf der rechten Seite vom Haus Oder abgeschlossen, Sitz der Bundesgeschäftsstelle der Landsmannschaft Schlesien und wiederum Standort von Gästezimmern. In diesen Bauwerksteil integriert ist auch das sogenannte Haus Schlesische Lausitz mit einem Veranstaltungsraum. Weitere in das Haus Schlesien eingegliederte Gebäude sind das Museum mit Dauer- und Wechselausstellung sowie im hinteren Querbau das Haus Oberschlesien mit dem Eichendorffsaal als repräsentative Stätte für Veranstaltungen und Versammlungen. Hinter dem Haus Schlesien wurde ein ausgedehnter Park angelegt. Vor dem Hauptgebäude erinnert eine von Arno Breker 1988 geschaffene Büste an den schlesischen Dichter Gerhart Hauptmann.

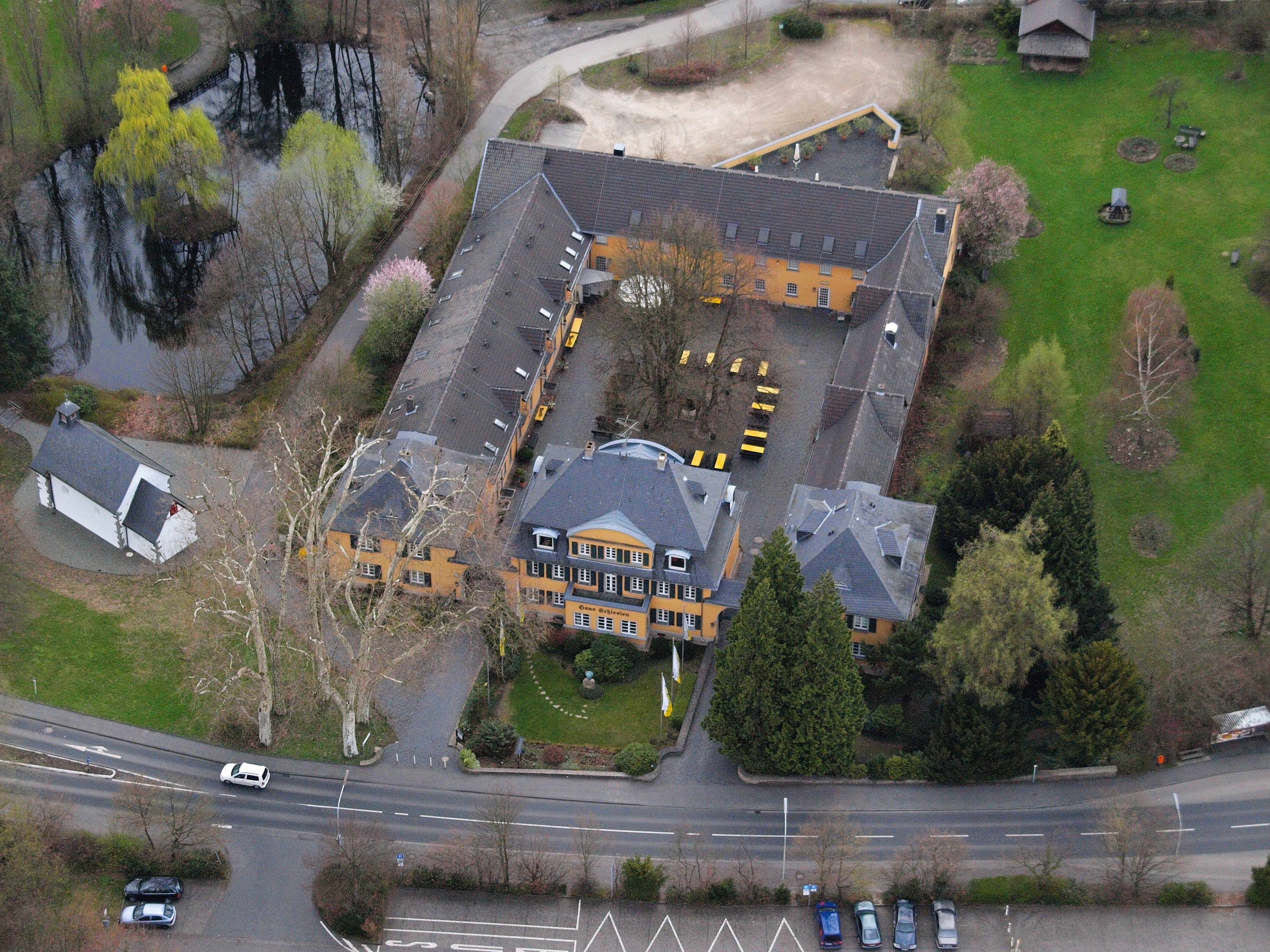
Luftaufnahme von Haus Schlesien

Das Haus Schlesien steht als Baudenkmal unter Denkmalschutz. Die Eintragung in die Denkmalliste der Stadt Königswinter erfolgte am 6. April 1987.

## Geschichte
Der ehemalige Fronhof, in dem Haus Schlesien sich befindet, wurde urkundlich erstmals 1173 erwähnt als curtis in roda (Hof auf der Rodung), der zum Damenstift in Schwarzrheindorf gehörte. 800 Jahre lang wurde hier Landwirtschaft betrieben. Nach der Säkularisation des Klosterbesitzes 1803 ging der Hof durch verschiedene Hände. 1822 wurde er in seiner heutigen Form als vierflügelige Anlage fertiggestellt. Über dem linken Eingangstor ist bis heute die Jahreszahl im Schlussstein zu sehen. Ab 1922 war der Kölner Stahlgroßhändler Ottmar Edwin Strauss Eigentümer des Fronhofes. Er musste 1934 in die Schweiz emigrieren und den Hof unter Zwang verkaufen. Über weitere Besitzer gelangte der Fronhof 1972 an die Stadt Königswinter. Nach dem Zweiten Weltkrieg waren im Fronhof zeitweilig auch Heimatvertriebene untergebracht. 1978 erwarb der Verein Haus Schlesien die verfallene Hofanlage von der Stadt Königswinter mit 12.000 m² Grund. Übernommen wurde das Anwesen am Tag der Hl. Hedwig, dem 15. Oktober. Für die Instandsetzung der Gebäude und ihre Verwandlung in den jetzigen Zustand haben die Schlesier selbst und ihre Freunde im Laufe der Jahre mehrere Millionen Euro an Spenden aufgebracht. Von 1983 bis 1993 war Klaus Ullmann Präsident des Vereins, von 2016 bis 2022 Michael Pietsch. Das Land Niedersachsen als Patenland der Schlesier und die Stadt Königswinter engagierten sich ebenfalls. Die Bundesrepublik Deutschland unterstützt mit einer Grundfinanzierung das Dokumentations- und Informationszentrum für schlesische Landeskunde.